# Púcuro
Púcuro es un corregimiento del distrito de Pinogana en la provincia de Darién en Panamá. La localidad tiene 356 habitantes (2010).
Esta cerca de la frontera con Colombia.